# Dompta
Dompta est un village du nord du Cameroun, situé dans la région du Nord. Il fait partie du département du Mayo-Rey, un des quatre départements de cette région. Administrativement, il est intégré à la commune de Touboro, une des quatre communes du département, et au lamidat de Rey-Bouba.
Je m'appelle abdourahim mohamadou bachirou je suis à dompla un coiffeur professionnel et j'ai 19 ans .
Date de naissance : 02/02/2006  à dompla 

## Population
Lors du recensement de la population réalisé par le Bureau central des recensements et des études de population (BUCREP) en 2005, Dompta comptait 1193 habitants.